# Warpaint (álbum)
Warpaint es un álbum de estudio de la banda estadounidense The Black Crowes. Fue lanzado el 3 de marzo de 2008 y representó una espera de siete años desde el lanzamiento de su última producción, Lions, de 2001. El guitarrista Luther Dickinson y el teclista Adam MacDougall ingresaron a la banda para la grabación del disco.

## Lista de canciones
Todas fueron escritas por Chris Robinson y Rich Robinson, excepto donde se indica.
1. "Goodbye Daughters of the Revolution" – 5:03
2. "Walk Believer Walk" – 4:39
3. "Oh Josephine" – 6:38
4. "Evergreen" – 4:20
5. "Wee Who See the Deep" – 4:50
6. "Locust Street" – 4:14
7. "Movin' On Down the Line" – 5:42
8. "Wounded Bird" – 4:23
9. "God's Got It" (Rev. Charlie Jackson) – 3:22
10. "There's Gold in Them Hills" – 4:47
11. "Whoa Mule" – 5:45

## Personal
- Chris Robinson – voz[2]
- Rich Robinson – guitarra
- Luther Dickinson – guitarra
- Steve Gorman – batería
- Adam MacDougall – teclados
- Sven Pipien – bajo